# Yalcobá
Yalcobá es una localidad del municipio de Valladolid en Yucatán, México.

## Toponimia
El nombre (Yalcobá) proviene del idioma maya.